# Rivière Tuya
La rivière Tuya est un affluent majeur de la rivière Stikine dans l'extrême nord-ouest de la Colombie-Britannique, au Canada. Prenant sa source au lac Tuya, qui se trouve au sud du parc provincial des monts Tuya, elle coule vers le sud pour rejoindre la rivière Stikine où cette rivière divise en deux le plateau Tahltan. Son principal affluent est la rivière Little Tuya.
Du charbon a été trouvé dans des roches exposées durant le drainage de la rivière Tuya et de ses affluents, la rivière Little Tuya et le ruisseau Mansfield, entre les communautés de Dease Lake et de Telegraph Creek, dans le nord-ouest de la Colombie-Britannique. Ce gisement de charbon s'appelle le bassin houiller de la rivière Tuya. Le charbon a été découvert pour la première fois en 1904, mais la principale exploration de son potentiel économique a eu lieu entre la fin des années 1970 et les années 1990 par Petro-Canada.